# Agrochola decolorata
Agrochola decolorata là một loài bướm đêm trong họ Noctuidae.